# Diana Vereș
Diana Vereș, född 27 november 2001 är en rumänsk volleybollspelare (center).
Hon har spelat med landslaget i EM och European Volleyball League. På klubbnivå har hon spelat för olika klubbar i Rumänien.